# Tribunicia potestas
Tribunicia potestas (łac. władza trybuńska) – w antycznym Rzymie w okresie republiki był to ogół uprawnień, jakimi dysponowali trybunowie ludowi.
Obejmowały zwłaszcza prawo zwoływania Senatu i Zgromadzenia, stawiania wniosków ustawodawczych, dokonywania sprzeciwu (ius intercedendi) oraz nietykalność (sacrosancitas).
W epoce cesarstwa tribunicia potestas dysponowali cesarze. Była przyznawana dożywotnio, lecz odnawiana corocznie i numerowana w sposób ciągły. Czasem przyznawano ją następcom (Tytus Flawiusz, Trajan, Marek Aureliusz, Kommodus) lub współrządcom (Tyberiusz). W tych wypadkach podana liczba lat tribunicia potestas nie musi pokrywać się z latami samodzielnych rządów, brakło zasady czy należy uwzględniać te lata.
W numizmatyce rzymskiej m.in. na podstawie obecności napisu tribunicia potestas (najczęściej w postaci skrótu TRI POT), określa się datację danej monety z okresu cesarstwa. 